# Philipp Ochs
Philipp Ochs (født 17. april 1997) er en tysk fodboldspiller, der spiller som kant for AaB, hvortil han er på leje fra TSG 1899 Hoffenheim.

## Klubkarriere
Ochs blev rykket op fra U/19-holdet til TSG 1899 Hoffenheims førstehold i 2015. Han fik sin debut i 1. Fußball-Bundesliga den 15. august, da han blev skiftet ind i stedet for  Eugen Polanski i det 82. minut i et 2-1-nederlag ude til Bayer 04 Leverkusen.
Den 9. august 2018 blev det offentliggjort, at AaB havde lejet Ochs for resten af 2018-19-sæsonen. Det var dog ikke i lejekontrakten ikke inkorporeret en købsoption, og idet Hoffenheim stadig havde tiltro til Ochs, var lejeaftalen gjort i stand grundet et godt samarbejde mellem AaB og Hoffenheim.
Han fik sin debut den 12. august 2018, da han erstattede Kasper Kusk i det 55. minut i en 1-0-sejr hjemme over FC Nordsjælland. Han scorede sejrsmålet i det 90. minut på et langskud, inden han blev udvist for sin anden advarsel dybt inde i overtiden.